# Julidochromis marksmithi
Julidochromis marksmithi ist eine im ostafrikanischen Tanganjikasee endemisch vorkommende Buntbarschart. Sie kommt nur an der tansanischen Küste des Sees bei Kipili (Inseln Kelenge (Terra typica), Ulwile, Mvuna, Kerenge und Nkondwe) sowie dem etwas nördlich gelegenen Cape Mpimbwe vor. Vorher war sie bei Aquarianern unter den Bezeichnungen Julidochromis regani „Kipili“, J. ornatus „Kipili“ oder auch einfach nur Julidochromis sp. „Kipili“ bekannt.

## Merkmale
Julidochromis marksmithi wird 8 bis 9, in Ausnahmefällen auch 12 cm lang und hat den typischen zylindrischen, schlanken und langgestreckten Körper aller Julidochromis-Arten. Die Schnauze läuft spitz zu, das Maul ist leicht unterständig. Die Grundfärbung ist gelblich-bräunlich. Drei dunkelbraune bis schwärzliche Längsbänder erstrecken sich auf den Körperseiten. Das untere ist dabei nur bei älteren Fischen deutlich ausgeprägt. Der Kopf ist mit einigen dunklen, unregelmäßigen Flecken oder Linien gezeichnet. Die Rückenflosse ist gelb-braun gefärbt und besitzt im oberen Bereich eine schwarze Längsbinde über der ein bläulich-weißlicher Streifen liegt, der außen schwarz gesäumt ist. Die gleiche Färbung zeigt die Schwanzflosse. Die Afterflosse ist außen dunkel und zeigt im hinteren Bereich dunkle Streifen. Männchen werden etwas größer als die Weibchen und besitzen eine deutlich sichtbare Genitalpapille.
Im Unterschied zu Julidochromis regani besitzt Julidochromis marksmithi nur drei Längsbänder auf den Körperseiten (vs. vier) und von Julidochromis dickfeldi unterscheidet sich die Art durch einen dunklen Streifen auf der Wange.